# Meymand (ort i Fars)
Meymand (persiska: میمند) är en ort i Iran.   Den ligger i provinsen Fars, i den centrala delen av landet, 800 km söder om huvudstaden Teheran. Meymand ligger 1 537 meter över havet och antalet invånare är 8 615.
Terrängen runt Meymand är varierad. Runt Meymand är det ganska glesbefolkat, med 24 invånare per kvadratkilometer. Närmaste större samhälle är Fīrūzābād, 17,9 km väster om Meymand. Omgivningarna runt Meymand är i huvudsak ett öppet busklandskap.